# 202704 Utena
202704 Utena è un asteroide della fascia principale. Scoperto nel 2007, presenta un'orbita caratterizzata da un semiasse maggiore pari a 2,2126022 UA e da un'eccentricità di 0,0700760, inclinata di 6,24290° rispetto all'eclittica.